# Estanys de Cap de les Mussoles

Els Estanys de Cap de les Mussoles o des Mussoles són dos llacs d'origen glacial que es troben dins del Parc Nacional d'Aigüestortes i Estany de Sant Maurici, a 2.455 i 2.449 metres d'altitud, en el terme municipal de la Vall de Boí, a l'Alta Ribagorça.
El seu nom prové «del basc, mun-tzi-ol-a, cabana de l'aturonament, del massís de turons».
Situats en les Mussoles, la vall dreta de les dues que conformen la Vall de les Mussoles; per sota del Pedregam de les Mussoles, que s'origina a les parets que baixen dels pics que rodegen la vall per la seva part meridional; es troben els estanys que drenen cap a l'Estany de les Mussoles al nord.

## Rutes[3]
La ruta surt del Planell de Sant Esperit resseguint la riba esquerra del Barranc de Llacs, fins a trobar i seguir, cap al sud-est, el Barranc de les Mussoles. Al trobar el punt on desaigua el Barranc de la Cometa de les Mussoles la ruta ressegueix aquest barranc uns 400 metres direcció sud, on gira cap al nord-est, per resseguir després la riba dreta del Barranc de les Mussoles una altra vegada, vorejar la mateixa riba de l'Estany de les Mussoles per arribar als estanys de Cap de les Mussoles.